# Dellys

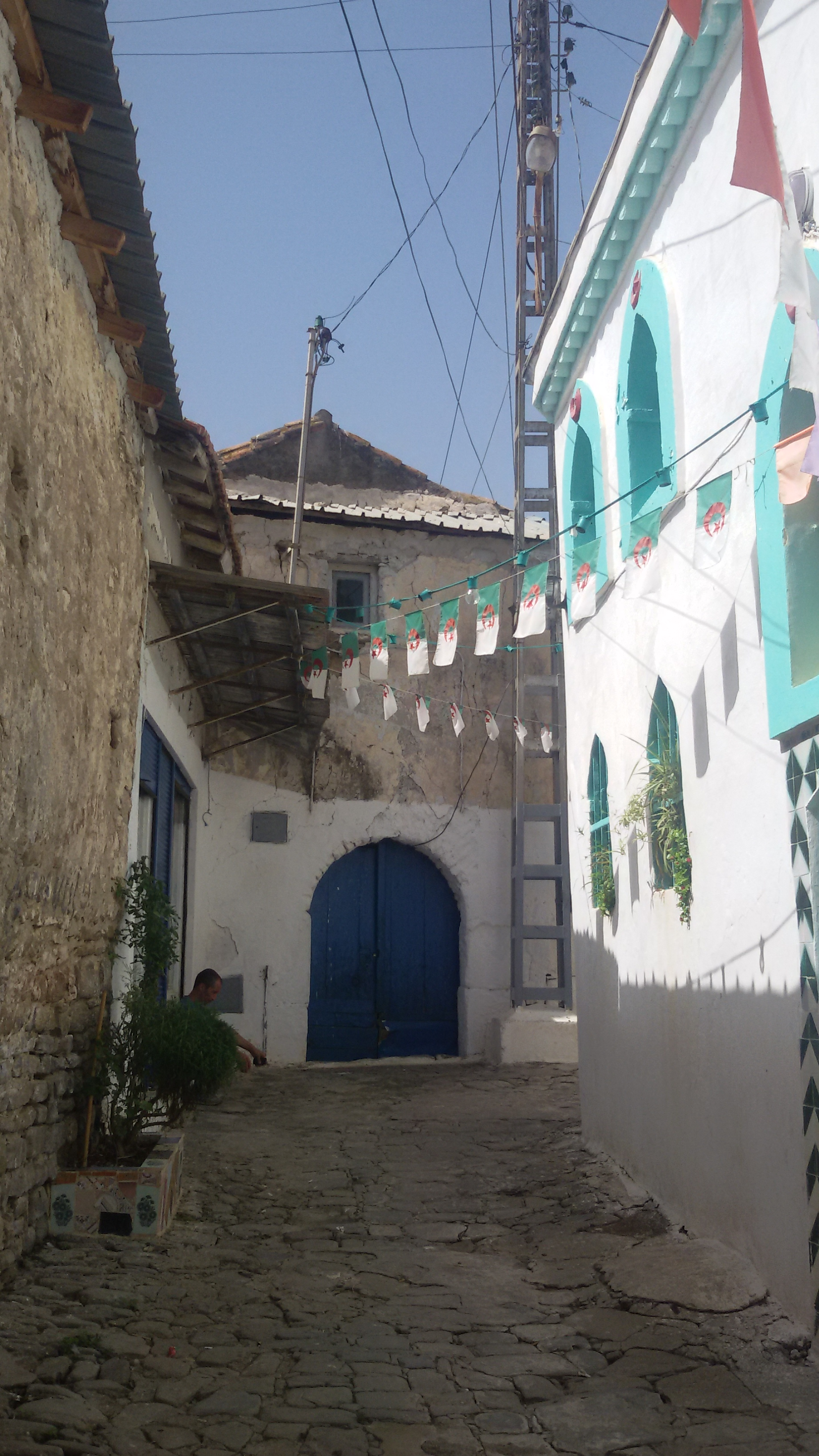
Dellys

Dellys (em árabe: دلس) é uma pequena cidade mediterrânea localizada na província de Boumerdès costeira do norte da Argélia, quase exatamente ao norte de Tizi Ouzou e apenas ao leste do rio Sebaou. Segundo o censo de 2008, a população total da cidade era de 32 954 habitantes.